# Atelopus lozanoi
Atelopus lozanoi is een kikker uit de familie padden (Bufonidae) en het geslacht klompvoetkikkers (Atelopus). De soort werd voor het eerst wetenschappelijk beschreven door Mariela Osorno-Muñoz, Maria Cristina Ardila-Robayo en Pedro Miguel Ruíz-Carranza in 2001. Omdat de soort pas sinds recentelijk is beschreven wordt de kikker in veel literatuur nog niet vermeld. De soortaanduiding lozanoi is een eerbetoon aan Gustavo Lozano Contreras.
Atelopus lozanoi leeft in delen van Zuid-Amerika en komt endemisch voor in Colombia. De kikker is bekend van een hoogte van 3000 tot 3300 meter boven zeeniveau. De soort komt in een relatief klein gebied voor en is hierdoor kwetsbaar. Door de internationale natuurbeschermingsorganisatie IUCN wordt de soort beschouwd als 'kritiek'.
Atelopus lozanoi is een bewoner van páramo. De kikker is niet meer gezien sinds 1993, hoewel de soort vroeger algemeen voorkwam.